# Миколай з Мостиськ
Миколай з Мостиськ (5 серпня 1559, Мостиська — 6 червня 1632, Краків) — релігійний діяч, монах-домініканець, педагог, письменник-мораліст.

## Життєпис
Народився 5 серпня 1559 року в м. Мостиська (Руське воєводство, Королівство Польське, нині районний центр Львівської області, Україна).
Міщанського походження. Навчався на Генеральних студіях краківських домініканців, потім у Болоньї (1582—1582), куди був висланий як чернець ордену. 1587—1588 — промотор братства Різдва при костелі Святої Трійці у Кракові. Принаймні від 1 вересня 1589 до кінця 1593 року був проповідником домініканського собору Божого Тіла у Львові. 27 травня 1592 став бакалавром, після 16 травня 1593 — магістром теології за пропозицією капітули провінції ордену. 1594 рік застав у Кракові, звідти поїхав до Риму. В 1593 чи 1596 році став регентом Генеральних студій краківських дімініканців, в 1598 був призначений львівським пріором, вікарієм Руської контрати ордену (не став).
Брав участь у консекрації Костелу Внебовзяття Пресвятої Діви Марії в Язловець. Заснував кляштор домініканок «На Ґрудку» (Краків, перед 3 вересня 1611). З 1611 — професор моральної теології Генеральних студій, духовний керівник кляшторів домініканок «На Ґрудку», норбертанок — на Звіринці. Мав добрі стосунки з краківським біскупом РКЦ Марціном Шишковским.
Автор:
- підручника з формальної логіки (у 2-х версіях: 1-а 1606, 2-а 1625)
- кількох друкованих праць.